# Galaxy Quest
Galaxy Quest è un film del 1999, diretto da Dean Parisot.
Il film è una parodia delle serie televisive di fantascienza, in particolare della celeberrima Star Trek, e contiene anche una garbata satira della sottocultura che fa capo agli appassionati del genere.

## Trama
Galaxy Quest, una vecchia serie televisiva di fantascienza andata in onda negli anni tra il 1978 e il 1982, ha generato un seguito affezionato di entusiasti che seguono ancora i propri beniamini, anche diciotto anni dopo la prematura sospensione del programma.
I protagonisti del vecchio cast si barcamenano sempre più stancamente tra inaugurazioni di centri commerciali di periferia e convention di fan stralunati.
La routine degli attori viene stravolta dai thermiani, un popolo extraterrestre tecnologicamente avanzato ma privo del concetto di "finzione narrativa". I thermiani sono infatti convinti di trovarsi di fronte a veri eroi spaziali, le cui gesta sono state documentate nella serie televisiva; la loro missione sulla Terra è ingaggiare il comandante del sempre vittorioso NSEA-Protector per negoziare con il feroce e sanguinario Sarris.
Credendo di accettare semplicemente un nuovo contratto di lavoro come attori, i protagonisti della serie televisiva si trovano invece proiettati in un'avventura che renderà più reale di quanto potessero mai desiderare l'esperienza di governare una nave stellare. Grazie alle loro superiori conoscenze, infatti, i thermiani hanno realizzato una vera astronave interstellare sulla base del modello e delle scenografie utilizzate nella serie TV.
I protagonisti della serie si trovano coinvolti loro malgrado in una battaglia che li porterà a vivere sulla propria pelle le diverse situazioni di pericolo che avevano solo messo in scena per il piccolo schermo.

## Riconoscimenti
- 2000 - BIFFF
  - Corvo d'Argento per la sceneggiatura
- 2000 - Premio Hugo
  - Miglior rappresentazione drammatica[1]